# Селище (Костурско)
Селище (произношение в местния говор: Селишче) е бивше село в Егейска Македония, Гърция, на територията на дем Костур, област Западна Македония.

## География
Селото е било разположено в днешното землище на село Поздивища (Халара).

## История
Селища е било малко българско село, изоставено от жителите си в немирните години и основали село Поздивища.